# Зосурабальпин
Зосурабальпи́н — новый экспериментальный антибиотик, который ингибирует транспорт липополисахаридов в ацинетобактериях. Относится к новому классу антибиотиков пептидного строения, получившему название макроциклические пептиды.
Особенность действия зосурабальпина заключается в его специфичности к ацинетобактериям. Был разработан с целью решить проблему карбапенем-резистентных ацинетобактерий, против которых не действуют почти никакие антибиотики.

## Молекулярное строение
В ходе исследования, было обнаружено, что некоторые макроциклические пептиды образуют агрегаты в крови, связываясь с компонентами в плазме, что ведёт к летальным последствиям у лабораторных мышей. Было обнаружено, что цвиттер-ионная структура зосурабальпина наиболее устойчива в плазме и не образует агрегаты в крови даже при достаточно большой концентрации (6 мг/кг) .

## Механизм действия
Было выяснено, что зосурабальпин связывается с белками транспортного комплекса липополисахаридов LptG и LptF, препятствуя локализации липополисахаридов на поверхности бактериальной клетки, там самым дестабилизируя клеточную мембрану.